# Герой (фильм, 1987)
«Герой» (там. நாயகன், Nayakan) — индийский фильм на тамильском языке режиссёра Мани Ратнама, вышедший в прокат 21 октября 1987 года. Сюжет повествует о превращении обычного обитателя трущоб по имени Велу в внушающего страх дона на разных этапах его жизни. Главную роль исполнил Камал Хасан. Фильм основан на жизни криминального авторитета Варадараджана Мудальяра и американском фильме «Крестный отец» (1972).
«Герой» имел успех у критиков и коммерческий успех. Фильм был отмечен тремя Национальными кинопремиями и официально представлен Индией на премию Оскар за лучший фильм на иностранном языке в 1988 году, однако он не попал в шорт-лист окончательных номинантов. «Герой» был включен в список 100 лучших фильмов всех времен по версии журнала TIME .

## Сюжет
Сын профсоюзного лидера Шактивел, он же Велу, покидает родной город Тутикорин после того, как его отец был убит полицией, и вырастает в трущобах Бомбея, где его подбирает добросердечный контрабандист Хуссейн Бхай. Когда Хуссейн погибает в тюрьме, Велу убивает виновного в его гибели полицейского и становится на преступный путь.
В криминальных разборках погибают сначала жена Велу, Нила, а через несколько лет, его сын, Сурья. Его дочь Чарумати винит в их смерти отца и разрывает с ним отношения. Спустя годы Велу обнаруживает, что Чарумати вышла замуж за полицейского, который сейчас ведёт его дело.

## В ролях
- Камал Хасан — Шактивел «Велу»
- Дели Ганеш — Айер
- Саранья Понваннан[англ.] — Нила, жена Велу
- Картика[англ.] — Чарумати, дочь Велу
- Джаганрадж[англ.] — Селвам
- Виджаян[англ.] — Дураи
- М. В. Васудева Рао[англ.] — Хуссейн Бхай
- Низхалгал Рави[англ.] — Сурья, сын Велу
- Нассер[англ.] — зам. комиссара Патил
- Прадип Шакти[англ.] — инспектор Келкар
- Тинну Ананд[англ.] — Аджит Келкар

## Производство
В середине 1980-х Мукта Шринивасан рассказал историю, вдохновленную американским фильмом «Крестный отец» (1972), Шиваджи Ганешану, который согласился сняться в фильме. Однако проект вскоре был заброшен. Позже Камал Хасан рассказал Шринивасану о начинающем режиссёре Мани Ратнаме. Тот ранее хотел снять Хасана в главной роли в своем режиссёрском дебюте, но тогда сотрудничество не смогло состояться, поскольку в то время актёр был занят на съемках другого фильма.
Шринивасан предложил Ратнаму снять ремейк Pagla Kahin Ka (1980), но тот отказался и выдвинул два сюжета: один был в жанре боевика, похожего на фильмы «Грязный Гарри» (1971) и «Полицейский из Беверли-Хиллз» (1984), а другой был основан на жизни криминального авторитета Варадараджана Мудальяра. Выбор пал на последний.
В сентябре 1986 года Камал Хасан сообщил Шринивасану даты, когда он доступен для съемок фильма и получил 1,75 миллиона фунтов стерлингов гонорара. Нилу, жену главного героя, сыграла дебютировавшая в фильме Саранья Понваннан. Персонаж был придуман Шринивасаном, чтобы уменьшить содержание насилия и привлечь к фильму внимание семейной аудитории. По словам Сухасини Маниратнам, её рассматривали на роль дочери Велу Чарумати, но роль в конечном итоге досталась Картике. На роль Аджита Камал Хасан предложил Тинну Ананда. Ананд сопротивлялся, так как хотел сосредоточиться на своей карьере режиссёра, но согласился после того, как тот настоял.

## Саундтрек
Вся музыка написана Илайяраджей.
| №  | Название                    | Текст песни   | Исполнители                       | Длительность |
| -- | --------------------------- | ------------- | --------------------------------- | ------------ |
| 1. | «Naan Sirithal Deepavali»   | Пуламаипиттан | К. Джамуна Рани, М. С. Раджешвари | 4:46         |
| 2. | «Nila Adhu Vanathumele»     | Илайяраджа    | Илайяраджа                        | 5:01         |
| 3. | «Andhi Mazhai Megam»        | Пуламаипиттан | Т. Л. Махараджан, П. Сушила       | 4:46         |
| 4. | «Nee Oru Kadhal Sangeetham» | Пуламаипиттан | Мано, К. С. Читра                 | 4:32         |
| 5. | «Thenpandi Cheemayile»      | Пуламаипиттан | Камал Хасан, Илайяраджа           | 4:32         |

## Релиз и критика
Фильм вышел в прокат 21 октября 1987 года, в день Дивали. Позднее он был дублирован на телугу как Nayakudu и на хинди как Velu Nayakan, что однако не помешало в 1988 году снять хинди-язычный ремейк Dayavan.
«Герой» получил похвалы от многих критиков. Н. Кришнасвами из The Indian Express написал: «[Герой] — редкий тамильский фильм. Его отличительной чертой является деликатность. Подлинность — его жизненное дыхание. Это не просто художественный фильм. Он может стать водоразделом в тамильском кино; это художественно сделанный фильм, который также может приносить деньги». Отзыв в журнале Ananda Vikatan отметил, что Камал Хасан хорошо продемонстрировал свою театральность в качестве крестного отца, добавляя, что фильм выделяется своими декорациями, съемкой, цветовым решением, богатством и международным качеством операторской работы. «Герой» также получил одну из самых высоких оценок — 60. Джаяманмадан из журнала Kalki похвалил фильм, сказав, что его можно смотреть более одного раза. В обзоре, опубликованном в журнале Bombay: The City Magazine, роль Камала Хасана описывалась как «выдающееся выступление». В статье для India Today Мадху Джайн, после просмотра фильма на Международном кинофестивале в Дели в 1989 году, заявил, что «Герой» заслуживает «постоянного места в пантеоне индийского кино».

## Награды
Фильм был выбран представлять Индию на премии «Оскар» за лучший иностранный фильм", но не вошел в шорт-лист номинации.
Национальная кинопремия
- лучшая мужская роль — Камал Хасан[14]
- лучшая операторская работа — П. Ч. Шрирам[англ.][14]
- лучшая работа художника-постановщика — Тхота Тхарани[14]

Cinema Express Awards
- лучший фильм[15]
- лучшая режиссура — Мани Ратнам[15]
- лучшая мужская роль — Камал Хасан[15]